# Porcieu-Amblagnieu
Porcieu-Amblagnieu is een gemeente in het Franse departement Isère (regio Auvergne-Rhône-Alpes). De plaats maakt deel uit van het arrondissement La Tour-du-Pin. Porcieu-Amblagnieu telde op 1 januari 2022 1.792 inwoners. 

## Geografie
De oppervlakte van Porcieu-Amblagnieu bedroeg op 1 januari 2022 15,8 vierkante kilometer; de bevolkingsdichtheid was toen 113,4 inwoners per km².

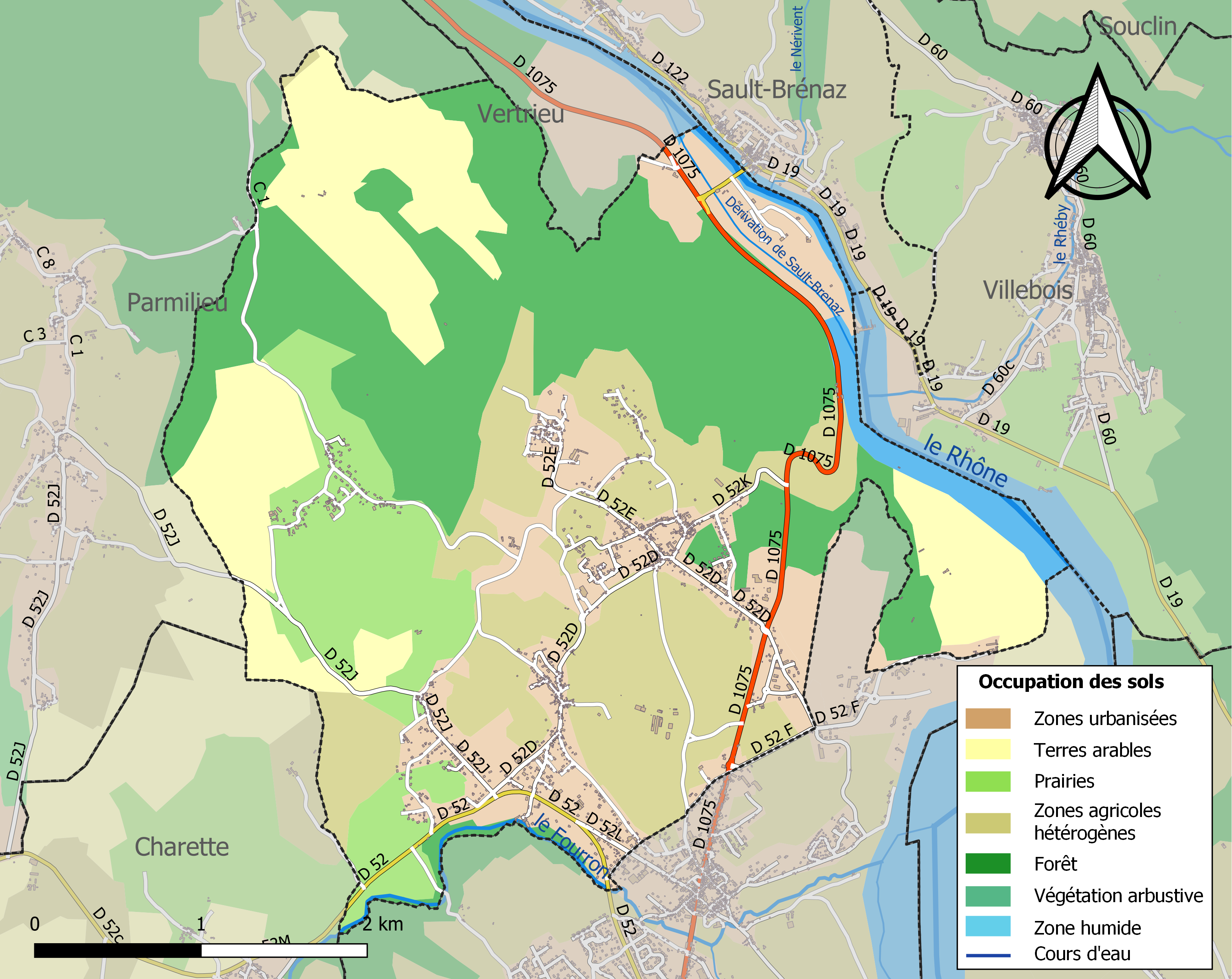
Kaart van de gemeente met de belangrijkste infrastructuur, bodemgebruik en omliggende gemeenten

## Demografie
Onderstaande figuur toont het verloop van het inwonertal (bron: INSEE-tellingen).